# Société française des urbanistes
 (janvier 2024).
La Société française des urbanistes est une association nationale d'urbanistes fondée en 1911. 
Acteur historique de la profession d'urbaniste, elle est alors en France et probablement dans le monde la première association déclarée de professionnels de l'urbanisme. Elle regroupe aujourd'hui des urbanistes qualifiés de toutes formations et de tous modes d'exercice professionnel, et comme l'exprime le préambule des statuts, « la SFU demeure fidèle à ses fondateurs, qui en fondant la SFU, en 1911, société savante issue des courants philosophiques et humanistes de la fin du XIXe siècle à partir du Musée social, ont voulu fédérer, débattre, proposer des orientations aux pouvoirs publics et faire évoluer la profession d’Urbaniste, ses pratiques, ses méthodes et ses savoir-faire ».

## Historique

### Origines
La Société Française des Urbanistes a été créée en 1911. Ses membres fondateurs sont (selon les statuts qui distinguent fondateurs, sociétaires et correspondants), Donat Alfred Agache, Marcel Auburtin, André Bérard, Jean Claude Nicolas Forestier, Eugène Hénard, Ernest Hébrard, Léon Jaussely, Albert Parenty, Henri Prost et Édouard Redont. 
Agache publie en 1915 avec Auburtin (architecte du gouvernement) et Redont (architecte-paysagiste) Comment reconstruire nos cités détruites à destination de la commission parlementaire des départements envahis. Le but de l'ouvrage est de rendre accessible aux maires, députés et autres décideurs concernés, les principes d'aménagement et les méthodes.

#### Fondateurs
- Architectes 
  - Donat Alfred Agache
  - Jacques Marcel Auburtin
  - André Bérard
  - Eugène Hénard
  - Léon Jaussely
  - Albert Parenty
  - Henri Prost
- Autres
  - Jean Claude Nicolas Forestier, ingénieur, paysagiste
  - Frantz Jourdain
  - Edouard Redont, paysagiste

### La SFU après la Première Guerre mondiale
En 1919, la SFU participe activement à la promulgation de la loi Cornudet, organisant dans le même temps, la Conférence Interalliée d'Urbanisme et le Concours de plans pour la reconstruction d'une petite ville dévastées.